# Южанка-Майстер-С
Жіночий футбольний клуб Южанка (Херсон) або просто «Южанка»  — український футбольний клуб з міста Херсон, у 2005—2008 та 2010 році виступав у Вищій лізі України.

## Хронологія назв
- 2003—2006: ЖФК «Южанка» (Херсон)
- 2006—: ЖФК «Южанка-Мастер-С» (Херсон)

## Історія
Футбольний клуб «Южанка» засновано 2003 року в Херсоні. У сезоні 2005 року команда виступала у Вищій лізі, де посіла восьме місце. У наступному сезоні, після початку співпраці з компанією «Майстер-С», клуб змінив назву на «Южанка-Майстер-С» й фінішував на 5-му місці. Наступні два сезони завершував чемпіонат на 7-му місці. У 2009 році «Южанка» не виступала в жодному чемпіонаті. У 2010 році команда знову стартувала у Вищій лізі, але в червні клуб відмовився від подальших виступів через фінансові труднощі. Матчі херсонської команди з усіма суперниками були визнані недійсними (+:-), а клуб зайняв останнє дев'яте місце.
Потім клуб почав підготовку лише дітей.

## Клубні кольори, форма, герб, гімн
|  |  |

Клубні кольори — жовто-червоні. Футболістки зазвичай проводили свої домашні матчі в жовтих футболках з червоними рукавами, червоних шортах і жовтих гетрах.

## Досягнення
- Вища ліга України
  - 5-те місце (1): 2006

- Кубок України
  - 1/2 фіналу (1): 2007

## Стадіон
Клуб проводив свої домашні матчі на стадіоні «Мастер-С» у Херсоні, який вміщував 1000 глядачів.

## Інші команди
Окрім основної команди, в «Южанки» функціонували молодіжна та дитяча команди, які виступали в міських турнірах.

## Дербі
В «Южанки» було принципове протистояння з одеською «Чорноморочкою».